# 陳孝承
陳孝承（2000年2月14日—），台灣男子羽毛球運動員，2018年於高雄市立高雄中學畢業後就讀國立臺灣大學生物機電工程，後赴匈牙利森梅威思大學學醫。

## 選手生涯
2016年4月，陳孝承代表高雄中學出戰在馬爾他舉辦的世界中學生羽毛球錦標賽，獲得男子團體金牌。8月，接連獲得國內亞青U17選拔賽及世青U19選拔賽的冠軍，並在2016年9月的全國羽球排名賽後成為中華民國羽球協會認定之甲組球員。
2018年3月，陳孝承再度蟬聯國內青少年選拔賽的冠軍，成為繼王子維之後，第一位蟬聯選拔賽的男單選手。6月，陳孝承於國內世青選拔賽奪冠。
2018年10月，陳孝承參加於阿根廷布宜諾斯艾利斯舉辦的夏季青年奧運會，獲得羽毛球男單第五名，為中華隊隊史羽毛球男單項目最佳紀錄。

## 主要比賽成績
只列出曾進入準決賽的國際賽事成績：
| 年份   | 賽事               | 公開賽級別 | 項目     | 搭檔   | 成績   |
| ------ | ------------------ | ---------- | -------- | ------ | ------ |
| 2017年 | 懷卡托羽毛球國際賽 | 國際系列賽 | 混合雙打 | 洪恩慈 | 準決賽 |
| 2017年 | 雪梨羽毛球國際賽   | 國際系列賽 | 男子單打 | －     | 亞軍   |

| 2007-2017年 | 首要超級賽 | 超級賽 | 黃金大獎賽 | 大獎賽 | 國際挑戰賽 | 國際系列賽 | 未來系列賽 | 其他 |

| 2018-2026年 | 總決賽 | 超級1000賽 | 超級750賽 | 超級500賽 | 超級300賽 | 超級100賽 | 國際挑戰賽 | 國際系列賽 | 未來系列賽 | 其他 |

## 個人生活
陳孝承出自臺北市民權國小、中山國中羽球隊，高中就讀高雄中學。高中畢業後選擇就讀國立臺灣大學生物機電工程學系。2020年6月，陳孝承通過入學考試，錄取匈牙利森梅威思大學（Semmelweis University）、賽蓋德大學（University of Szeged）兩校醫學系，後選擇就讀森梅威思大學。

## 爭議事件
2017年4月，陳孝承參加國內青少年選手選拔賽，在與同校同學陳紀廷進行比賽時腿部受傷後，陳紀廷在接下來比賽中打球消極且失誤頻頻，最終兩人被大會以「比賽中呈現不具運動家精神」取消該次比賽資格且不採計成績。事後，中華羽協選訓委員會議針對「陳紀廷、陳孝承於世青U19國手選拔賽遭判失格」一案進行討論，認定兩人行為就如臨場委員會議所述「不具運動家精神」，因該賽事已有適當處置，無須提交紀律委員會處理，也希望藉由這個機會，提醒所有選手要全力以赴，認真面對比賽。